# Leuciscus montenigrinus
 Leuciscus montenigrinus és una espècie de peix cipriniforme de la família dels ciprínids.

## Morfologia
Els mascles poden assolir els 16 cm de longitud total.

## Distribució geogràfica
Es troba a Europa: riu Moraca, a prop de Titograd.